# Oleg Strakhanovich
Aleh Strakhanovich - em bielorrusso, Алег Страхановіч (13 de outubro de 1979) - é um futebolista bielorrusso. Atua no MTZ-RIPO.
É mais conhecido por seu nome russificado dos tempos de URSS, Oleg Strakhanovich (Олег Страханович, em russo).